# أوسن (اسم)
أَوْسَن هو اسم علم مذكر من أصل عربي، وجاء الاسم على صيغة اسم التفضيل، ومعناه هو  الأكثر استرخاءًا.